# 朝倉匠子
朝倉 匠子（あさくら しょうこ、本名：由利 匠子、1956年10月7日 - ）は、日本の元タレント、元モデル。

## 経歴
広島県広島市生まれ、東京都港区育ち。千代田区立麹町小学校から雙葉中学校・高等学校卒業。1979年、青山学院大学文学部英米文学科卒業。在学中から資生堂、コカ・コーラなどのCMモデルとして活動。1982年、日本テレビ系列『11PM』で愛川欽也が担当した水曜イレブンのアシスタントに抜擢され、サブ司会・今野雄二と音楽や映画、ファッションなどのサブカルチャーを主に紹介したが、1986年に結婚して仕事を辞め渡米した。
子供が生まれ10年専業主婦をしていた間に、自分でお金を稼ぐという緊張感は女性が美しく年をとるためには必要、と仕事に復帰。新しい歳の重ね方「アクティブ・エイジング」を提唱。「NPO法人アンチエイジングネットワーク」顧問、「エイジング・ナビ総合研究所」所長、(財)シニアルネサンス財団理事、「子供地球基金」理事、青山学院大学経営学部の非常勤講師。
私生活では離婚歴があり、51歳のときに再婚した。スクーバダイビングの免許も持っていた。

## 出演

### テレビドラマ
- ザ・サスペンス「熊さんの警察手帳・パスルームの切り裂き魔 整形美女を追え!」（1984年、TBS）
- 嫁たちの叛乱（1984年、よみうりテレビ）
- 松本清張スペシャル　支払い過ぎた縁談（1985年、TBS）

## 著書
- NPO―愛を力に変えるシステム　ブロンズ新社(1997年)
- 35歳からの美人道、文藝春秋(2001年)
- 「キレイ」革命、ベストセラーズ(2002年)
- 「男」再生プログラム、新潮社(2003年)
- 自分力の鍛え方、ソーテック社(2006年)
- エイジング革命―20代よりカッコよく、30代より動ける身体に変わる　ソーテック社 (2007年)
- 愛され美肌　講談社 (2008年)
- できる男の活力マネジメント　ディスカヴァー・トゥエンティワン (2009年)
- 朝倉流・アクティブエイジング!美しく年を重ねる生活術　リヨン社 (2009年)